# Tripogandra amplexicaulis
Tripogandra amplexicaulis är en himmelsblomsväxtart som först beskrevs av Johann Friedrich Klotzsch och Charles Baron Clarke, och fick sitt nu gällande namn av Robert Everard Woodson. Tripogandra amplexicaulis ingår i släktet Tripogandra och familjen himmelsblomsväxter. Inga underarter finns listade.